# Ilde Tobia Bertoncin
Ilde Tobia Bertoncin (Villa Estense, 13 gennaio 1909 – Latina, 25 novembre 1998) è stato un pittore, scultore, incisore e poeta italiano, esponente di spicco del realismo pittorico del secondo dopoguerra.

## Biografia
Tobia Bertoncin, nato a Villa Estense il 13 gennaio del 1909, ha frequentato la Scuola d'arte di Este studiando decorazione e, dopo il perfezionamento tecnico, ha lavorato come decoratore e restauratore. Trasferitosi a Latina nel corso degli anni Trenta, ha iniziato a esporre già nel primo dopoguerra con il “Gruppo realista”, manifestando la propria predilezione per un espressionismo dal marcato impegno sociale, che negli anni l’ha confermato come uno tra i più attivi protagonisti delle vicende artistiche del capoluogo laziale dove, tra le altre cose, fonda gruppo "Amici dell'Arte" di Latina e diventa membro dell'associazione artistica "Gli Incisori d'Italia". Prestigiose le sue partecipazioni a due Quadriennali romane, nel 1951 con un gesso intitolato "Verso il rifugio" e nel 1955 con un "Paesaggio"; le presenze a due edizioni del Premio Michetti (VII e VIII) e le esposizioni con "Gli Incisori d'Italia". Figura schiva ed estremamente prolifica, Bertoncin ha saputo distinguersi per i temi figurativi della sua arte e la ricerca in campo simbolista, fino ad approdare nell’ultimo periodo artistico al divisionismo.
Oltre alle opere conservate nella vasta collezione privata della sua famiglia, alcuni importanti esempi della produzione artistica di Tobia Bertoncin sono presenti nel museo di Alatri, nella pinacoteca di Latina, nel museo dell’Accademia di Montecatini Terme, nella Pinacoteca di Pisa, nella Sede dei Sindacati Agricoli nell’URSS, presso la Pinacoteca Comunale di Lugo di Romagna e in numerose altre collezioni private. Nel 1951, Bertoncin ha inoltre eseguito per conto del Comune di Latina due bassorilievi che raccontano l’incremento edilizio e demografico della seconda metà del Novecento e ha donato un’opera in gesso dal titolo “Figura dolente”  all’Ospedale Civile S.M. Goretti.  Sempre sua, è la lunetta in terracotta che campeggia sopra al portale della chiesa di Santa Maria Goretti, di Latina. L’attività poetica, senz’altro secondaria ma ugualmente prolifica, è spesso caratterizzata da composizioni di stampo futurista in cui l’uso massivo di anagrammi e giochi di parole ha infine portato alla creazione di un vero e proprio pseudonimo per l’artista, che firmava i suoi versi con il nome deil biato.
Tra i suoi lavori come illustratore, si ricordano invece: la copertina del volume “Un Gatto ai Parioli” di Gioacchino Forte, le illustrazioni interne del volume “Scuola e Maestri” di Luigi Piccaro e per il libro “Un messaggio nella zampa” di Luigi Maraffini; la copertina del volume “Uomini pietre sole” del poeta Antonio Satta e di “Per una scuola a tempo pieno” per il Centro dei servizi culturali della Cassa per il Mezzogiorno.
Era il padre dell'attore e doppiatore Gianni Bertoncin.

## Principali mostre personali
- 1954 – Latina – Salone delle Arti
- 1957 – Latina – Salone delle Arti
- 1959 – Roma – Galleria Babuinetta
- 1962 – Latina – Circolo Ingegneri e Architetti
- 1962 – Roma – Galleria S. Luca
- 1963 – Roma – Galleria S. Luca
- 1964 – Latina – Saletta Olivetti
- 1966 – S. Felice Circeo – Castello dei Templari
- 1967 – Latina – Galleria S. Luca
- 1967 – Latina – Galleria del Corso
- 1970 – Latina – Galleria del Corso
- 1972 – Frosinone – Galleria d’Arte Evangelisti
- 1973 – Soverato – Galleria Filloterice
- 1973 – Latina – Galleria La Prima

## Mostre collettive e premi nazionali e internazionali
- 1951/52 – Roma – VI Quadriennale Nazionale di Roma[4] (Palazzo delle Esposizioni)
- 1951 – Latina – Club delle Arti (Palazzo Comunale)
- 1952 – Latina – Circolo Cittadino
- 1953 – Rimini – Biennale del Mare Internazionale (Palazzo Arengo)
- 1953 – Francavilla al Mare – VII Premio Nazionale F.P. Michetti
- 1953 – Roma – Mostra Vita del Mezzogiorno d’Italia (Palazzo delle Esposizioni)
- 1954 – Vado Ligure – Premio Nazionale
- 1954 – Suzzara – Premio Nazionale II Lavoro nell’Arte
- 1954 – Francavilla – VIII Premio Nazionale F.P. Michetti
- 1954 – Damasco – Mostra di Pittura Italiana
- 1954 – Beirut – Mostra di Pittura Italiana
- 1954 – Mantova – VII Premio Suzzara
- 1955 – Napoli – Mostra del Mezzogiorno d’Italia (Palazzo Reale)
- 1955 – Roma – Mostra Campagna U.N.A.C. (Palazzo delle Esposizioni)
- 1955/56 – Roma - Quadriennale Nazionale di Roma (Palazzo delle Esposizioni)
- 1957 – Roma – Mostra Scultura Museo di Roma
- 1958 – Roma – VII Mostra Scultura Museo di Roma
- 1958 – Roma – Mostra Arte Figurativa Roma e Lazio
- 1958 – Napoli – Mostra dei Premiati
- 1958 – Latina – Questa Nostra Terra (premiato)
- 1958 – Latina – I Mostra Pittura e Scultura (Centro Comunità)
- 1959 – Terni – X Premio della Città di Terni
- 1959 – Terni – Premio Nazionale La Soffitta
- 1959 – Avezzano – Premio Nazionale di Avezzano
- 1961 – Bologna – Mostra Internazionale Antoniano: 25 artisti italiani all’Antoniano
- 1962 – Roma – XIII Fiera d’arte di via Margutta
- 1963 – Roma – I Collettiva internazionale Galleria San Luca
- 1964 – Roma – II Collettiva internazionale Galleria San Luca
- 1965 – Zurigo – Rassegna Pittura Italiana (Zurich Modern Art Center)
- 1965 – Sondrio – Omaggio a Dante Alighieri
- 1965 – Schio – Mostra Triveneta Incisori
- 1965 – Milano – Mostra Omaggio a Fattori (Galleria “Il Torinese”)
- 1965 – Taranto – II Biennale Incisori d’Italia
- 1966 – Ravenna –  IV Salone Incisori d’Italia
- 1966 – Latina – Mostra nazionale d’arte contemporanea (Galleria “La Prima”)
- 1967 – Taranto – III Biennale Incisori d’Italia
- 1968 – Vignola – Mostra Internazionale della Grafica
- 1968 – Alatri – Mostra Nazionale di Pittura
- 1968 – Roma – Mostra Incisori d’Italia (Galleria “La Tavolozza”)
- 1969 – Piacenza – Mostra Nazionale sala d’Arte
- 1969 – Arezzo – Mostra Nazionale della Grafica - Italia Bianco-nero
- 1969 – Milano – Mostra d’arte nazionale (Galleria “Meda”)
- 1970 – Cesena – Biennale Nazionale di pittura, disegno e incisione - Premio Fenati
- 1971 – Castellammare di Stabia – II Concorso europeo di pittura
- 1972 – Santhià – Premio Nazionale Gaudenzio Ferrari
- 1974 – Latina – Mostra collettiva di pittura (Galleria del Corso)
- 1975 – Latina – Mostra collettiva di pittura (Galleria del Corso)
- 1976 – Latina – Mostra collettiva di pittura (Galleria del Corso)
- 1977 – Latina – Mostra collettiva di pittura (Galleria del Corso)
- 1977 – Latina – Mostra collettiva di arte grafica (Galleria “Arte Oggi”)
- 1977 – Priverno – Mostra collettiva di pittura (Pinacoteca comunale)
- 1978 – Latina – Mostra collettiva di pittura (Galleria del Corso)
- 1978 – Latina – Mostra collettiva di pittura (Galleria “Arte Oggi”)
- 1978 – Latina – Mostra collettiva di pittura piccolo formato (Galleria “Centro Arte Oggi”)

## Premi
- 1958 – Premio acquisti industriali di Ravenna
- 1959 – Tavolozza d’oro città di Alatri
- 1960 – Primo premio città di Menza
- 1962 – Medaglia d’oro città di Latina
- 1964 – Premio acquisto del Comune di Lugo di Romagna
- 1965 – Sigillo d’argento della città di Firenze
- 1965 – Medaglia d’argento al premio internazionale europeo della città di Ancona
- 1965 – Premio omaggio G. Fattori della città di Milano
- 1966 – Stella d’argento al premio internazionale europeo della città di Ancona
- 1971 – Medaglia d’oro al premio europeo di Castellammare di Stabia

## Testimonianze critiche
“Le sue figure di braccianti, di pastori, di contadini, di donne del popolo rivelano una presenza talvolta polemica nel suo mondo; si rivolge alla vita degli oscuri la sua sensibilità e ne denuncia i difficili momenti della giornata di ciascuno; i paesi e i campi dove queste figure si muovono in una desolata ricerca della felicità, sono il teatro delle loro sconfitte, ma anche delle loro speranze. Sono bisognose d'amore le sue creature , perché appartengono a un mondo che continuamente delude. Le sue esperienze, che possono diversamente essere quelle comuni di tutti gli uomini, risentono dunque delle crudeltà d’un dasein che non abbiamo scelto, ma che cercheremo di rasserenare accarezzando una visione più umana, non più turbata dagli urti dell’irrazionale e proiettata nell’aspirazione a una società che non ci respinga, ma ci aiuti a ritrovare il sentimento comune e la fiducia nel presente.”
Emilio Ranieri
“L'intento di captare l'essenza della vita nell'uomo, cui è sempre imposto un travaglio diuturno, è indubbiamente lo scopo essenziale di Tobia Bertoncin, che nelle sue espressioni partecipa direttamente un colloquio oseremmo dire freudiano in quanto penetra nell'inconscio del soggetto, facendo leva su quello proprio. I suoi problemi sono quelli dell'umanità intera che vorrebbe potesse perfezionare un rapporto autenticamente simpatetico anche se tale traguardo può essere faticoso, denso di contraddizioni e di perplessità. Egli intende che solo un'azione comunitaria può permettere il superamento di tutti gli effetti distruttivi che emanano dall'egoismo del singolo. Il filo conduttore, che per le concezioni mediate deve necessariamente possedere una sfumatura filosofica, viene steso con un accorto impegno linguistico. Il disegno esprime il primo impatto con l'assunto, a volte con volute sfumature, a volte con concezioni baroccheggianti, proprio per dimostrare che il soffermarsi nell'esecuzione vuol essere non la presentazione superficiale di un concetto, bensì la proposta di un problema. La plasticità del colore completa la tensione figurale. Bertoncin nella sua cromia intensa e calda sa creare un'atmosfera e un clima atti alla comunicazione di temi che toccano le radici dell'umano.”
Aldo Bottini, vice presidente dell'Associazione Nazionale Critici d'Arte
“[...] Forse il merito maggiore dell'opera di Bertoncin è quello di ricercare una via di rinnovamento formale evitando chiassosi e devianti sperimentalismi. Certamente la sua ricerca infatti si colloca al di fuori delle tradizioni nell'attuazione di una rappresentazione esaltativa ma poeticamente esplicativa della realtà...”
Puck Kroese – Arte, settembre 1973
“[...] Quella di Bertoncin è una presenza costante e attiva nel campo della scultura contemporanea. Il suo impegnodi scarnificazione del linguaggio plastico è portato agli estremi, eppure egli non rinuncia alla rappresentazione della realtà. Ha toccato i limiti della dissacrazione della tradizione, ma senza essere animato da una volontà ciecamente distruttiva...”
Marzio Bugatti – Rivista Internazionale degli artisti, 1973
“[...] I dipinti del padovano Tobia Bertoncin documentano la sensibilità per il disegno e per il colore. In questa sua personale egli espone vedute di paesi, paesaggi, con sfondo di montagne, di fiori, figure di donne paesane isolate e in gruppo. La tecnica è spontanea, il colorito armonioso, la prospettiva e lo spazio sono ottenuti dal Bertoncin con un sapiente calcolo dei valori cromaticim qualità questa che rende particolarmente pregevoli le sue immagini pittoriche.”
Piero Scarpa